# Pomadasys furcatus
Pomadasys furcatus är en fiskart som först beskrevs av Bloch och Schneider, 1801.  Pomadasys furcatus ingår i släktet Pomadasys och familjen Haemulidae. Inga underarter finns listade i Catalogue of Life.